# SC Freiburg
Az SC Freiburg azaz Sport-Club Freiburg német labdarúgóklub Freiburg im Breisgauban. A klub férfi és női szakosztálya is egyaránt a német első osztályú bajnokságban szerepel.

## Történet
A klub elődjét 1904-ben alapították Schwalbe Freiburg néven, majd több átalakuláson és névváltoztatáson (például FC Mars Freiburg és Union) ment át. 1912-ben egyesült a FV04 Freiburggal. Kevés sikerrel szerepeltek, az 1930-as években a csapat a regionális ligában játszott. A második világháború után a francia megszállás alatt a klub régi nevét betiltották, így 1951-ig VfL Freiburg néven szerepelt, és csak 1951-ben lett ismét SC Freiburg.

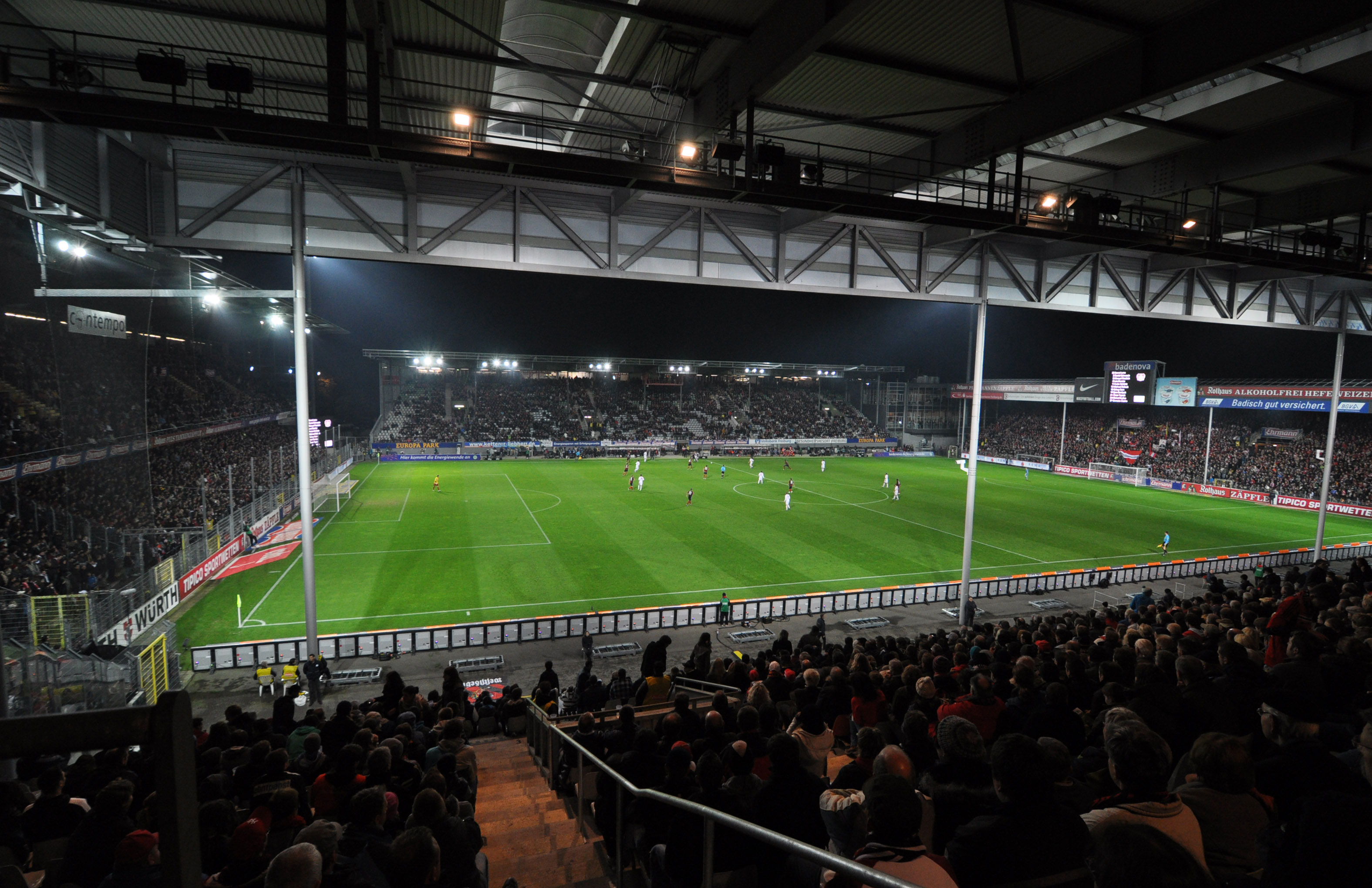
Dreisamstadion (2011)

Szerény sikerrel szerepeltek az amatőr bajnokságokban. 1978-ban kerültek be a másodosztályba és ott is maradtak tizenöt évig. Az 1990-es évek elején első ízben kerültek be az első osztályba. Az 1994-95-ös idényben meglepő módon a harmadik helyen végeztek, ez volt a csapat legjobb eredménye fennállása óta. A csapat híres volt küzdőszelleméről és jó összjátékáról. Néhányszor visszakerültek ugyan a másodosztályba (1997-08, 2002-03, 2005-09), de mindig sikerült visszajutniuk az első osztályba.
A Freiburg igen kevés alkalommal szerepelt a nemzetközi kupaporondon. Az 1995-96-os UEFA-kupa sorozatban még az első körben kiestek, hat évvel később már a selejtezőkör harmadik fordulójáig jutottak, ekkor a holland Feyenoord múlta őket felül. 2013-ban ötödik helyezésüknek köszönhetően az UEFA-kupa örökösének számító Európa-liga csoportkörébe kerültek, ez a csapat eddigi legnagyobb nemzetközi sikere. 2015-ben hat év után kiestek az élvonalból, azonban a következő szezonban a Bundesliga 2 bajnokaként jutottak fel, így a 2016-17-es idényt már ismét a legjobbak között kezdhetik.

## Stadion
A Freiburg a város nyugati szélén, 1953-ban épült Dreisamstadionban játssza hazai mérkőzéseit. (Dreisam Freiburg város folyója, mely az Elz-be ömlik.) A 24 000 férőhelyes létesítmény az évek során több renováláson is átesett, ezek közül a legjelentősebb az 1993-as átépítés volt, melynek során a stadion tetejét napelemekkel borították be. 1995-től az egész épületegyüttes napenergiával működik. A stadiont 2004-ben badenova-Stadion-ra keresztelték át, jelenleg (2012-től) MAGE SOLAR Stadionnak hívják.

## Sikerei
- Bundesliga 2:
  - bajnok (4): 1992-93, 2002-03, 2008-09, 2015-16

## Híres játékosok
| - Amir Abrashi - Altin Rraklli - Rodolfo Esteban Cardoso - Andreas Ibertsberger - Zlatan Bajramović - Mensur Mujdža - Jonathan Pitroipa - Wilfried Sanou - Mohammadou Idrissou - Rolf-Christel Guié-Mien - Cédric Makiadi - Austin Berry - Nikola Jurčević - Vladimír Darida - Michael Lumb - Alexander Iashvili - Levan Kobiashvili | - Dennis Aogo - Martin Braun - Michael Frontzeck - Matthias Ginter - Richard Golz - Jörg Heinrich - Andreas Hinkel - Sebastian Kehl - Robin Koch - Ralf Kohl - Max Kruse - Joachim Löw - Stefan Müller - Sascha Riether - Nico Schlotterbeck - Jörg Schmadtke - Karl-Heinz Schulz | - Martin Spanring - Uwe Spies - Axel Sundermann - Jens Todt - Luca Waldschmidt - Uwe Wassmer - Marco Weißhaupt - Günter Wienhold - Tobias Willi - Andreas Zeyer - Cha Du-Ri - Roda Antar - Youssef Mohamad - Ferydoon Zandi - Soumaila Coulibaly - Boubacar Diarra - Harry Decheiver | - Papiss Demba Cissé - Souleyman Sané - Miran Pavlin - Erik Jendrišek - Bruno Berner - Roman Bürki - Gelson Fernandes - Admir Mehmedi - Alain Sutter - Zoubeir Baya - Mehdi Ben Slimane - Adel Sellimi - Çağlar Söyüncü - Ömer Toprak - Paul Caligiuri |

## Jelenlegi keret
Utolsó módosítás: 2022. augusztus 13.
A vastaggal jelzett játékosok felnőtt válogatottsággal rendelkeznek.
A dőlttel jelzett játékosok kölcsönben szerepelnek a klubnál.
| Mezszám                | Név                  | Nemzetiség       | Születési hely         | Születési idő (kor)            | Korábbi csapat           | Érték(€)   | Szerződés lejárta |
| Kapusok                | Kapusok              | Kapusok          | Kapusok                | Kapusok                        | Kapusok                  | Kapusok    | Kapusok           |
| ---------------------- | -------------------- | ---------------- | ---------------------- | ------------------------------ | ------------------------ | ---------- | ----------------- |
| 1                      | Benjamin Uphoff      | GER              | Burghausen             | 1993. augusztus 8. (31 éves)   | Karlsruher SC            | 500 000    | 2023.06.30.       |
| 21                     | Noah Atubolu         | GER · NGR        | Freiburg im Breisgau   | 2002. május 25. (22 éves)      | Utánpótlásból került fel | 1 500 000  | Nem publikus      |
| 26                     | Mark Flekken         | NED              | Kerkrade               | 1993. június 13. (31 éves)     | MSV Duisburg             | 7 000 000  | Nem publikus      |
| Védők                  |                      |                  |                        |                                |                          |            |                   |
| 2                      | Hugo Siquet          | Belgium          | Marche-en-Famenne      | 2002. július 9. (22 éves)      | Standard de Liège        | 5 500 000  | 2026.06.30.       |
| 3                      | Philipp Lienhart     | AUT              | Lilienfeld             | 1996. július 11. (28 éves)     | Real Madrid CF           | 18 000 000 | 2024.06.30.       |
| 5                      | Manuel Gulde         | GER              | Mannheim               | 1991. február 12. (34 éves)    | Karlsruher SC            | 1 700 000  | Nem publikus      |
| 7                      | Jonathan Schmid      | FRA · ALG        | Strasbourg             | 1990. június 22. (34 éves)     | FC Augsburg              | 1 200 000  | Nem publikus      |
| 17                     | Lukas Kübler         | GER              | Bonn                   | 1992. augusztus 30. (32 éves)  | SV Sandhausen            | 2 300 000  | 2024.06.30.       |
| 24                     | Kimberly Ezekwem     | GER · NGR        | München                | 2001. június 19. (23 éves)     | Utánpótlásból került fel | 300 000    | Nem publikus      |
| 25                     | Kiliann Sildillia    | FRA · Guadeloupe | Montigny-lès-Metz      | 2002. május 16. (22 éves)      | Utánpótlásból került fel | 1 500 000  | Nem publikus      |
| 28                     | Matthias Ginter      | GER              | Freiburg im Breisgau   | 1994. január 19. (31 éves)     | Borussia Mönchengladbach | 18 000 000 | 2026.06.30.       |
| 30                     | Christian Günter     | GER              | Villingen-Schwenningen | 1993. február 28. (32 éves)    | Utánpótlásból került fel | 12 000 000 | Nem publikus      |
| 31                     | Keven Schlotterbeck  | GER              | Weinstadt              | 1997. április 28. (27 éves)    | 1. FC Union Berlin       | 3 000 000  | Nem publikus      |
| Középpályások          |                      |                  |                        |                                |                          |            |                   |
| 8                      | Maximilian Eggestein | GER              | Hannover               | 1996. december 8. (28 éves)    | SV Werder Bremen         | 8 000 000  | 2025.06.30.       |
| 11                     | Daniel-Kofi Kyereh   | Ghána · GER      | Accra                  | 1996. március 8. (29 éves)     | FC St. Pauli             | 3 000 000  | Nem publikus      |
| 14                     | Yannik Keitel        | GER              | Breisach am Rhein      | 2000. február 15. (25 éves)    | Utánpótlásból került fel | 4 000 000  | 2024.06.30.       |
| 23                     | Robert Wagner        | GER              | Lahr                   | 2003. július 14. (21 éves)     | Utánpótlásból került fel | 500 000    | 2024.06.30.       |
| 27                     | Nicolas Höfler       | GER              | Überlingen             | 1990. március 9. (35 éves)     | FC Erzgebirge Aue        | 2 500 000  | Nem publikus      |
| Támadók                |                      |                  |                        |                                |                          |            |                   |
| 9                      | Lucas Höler          | GER              | Achim                  | 1994. július 10. (30 éves)     | SV Sandhausen            | 6 500 000  | Nem publikus      |
| 18                     | Nils Petersen        | GER              | Wernigerode            | 1988. december 6. (36 éves)    | SV Werder Bremen         | 1 500 000  | Nem publikus      |
| 20                     | Kevin Schade         | GER · NGR        | Potsdam                | 2001. november 27. (23 éves)   | Utánpótlásból került fel | 7 000 000  | 2026.06.30.       |
| 22                     | Sallai Roland        | HUN              | Budapest               | 1997. május 22. (27 éves)      | APÓ Ellínon Lefkoszíasz  | 12 000 000 | 2025.06.30.       |
| 29                     | Woo-yeong Jeong      | KOR              | Ulszan                 | 1999. szeptember 20. (25 éves) | FC Bayern München II     | 5 500 000  | 2025.06.30.       |
| 32                     | Vincenzo Grifo       | ITA · GER        | Pforzheim              | 1993. április 7. (31 éves)     | TSG 1899 Hoffenheim      | 12 000 000 | Nem publikus      |
| 33                     | Noah Weißhaupt       | GER              | Rostock                | 2001. szeptember 20. (23 éves) | Utánpótlásból került fel | 1 700 000  | Nem publikus      |
| 38                     | Michael Gregoritsch  | AUT              | Graz                   | 1994. április 18. (30 éves)    | FC Augsburg              | 4 500 000  | Nem publikus      |
| 42                     | Dóan Ricu            | Japán            | Amagaszaki             | 1998. június 16. (26 éves)     | PSV Eindhoven            | 8 000 000  | Nem publikus      |
| 45                     | Nishan Burkart       | SWI · ENG        | Aarau                  | 2000. január 31. (25 éves)     | Utánpótlásból került fel | 350 000    | Nem publikus      |
| Kölcsönadott játékosok |                      |                  |                        |                                |                          |            |                   |
| Név                    | Poszt                | Nemzetiség       | Születési hely         | Születési idő (kor)            | Kölcsönben itt           | Érték (€)  | Kölcsön lejárta   |
| Lino Tempelmann        | középpályás          | GER              | München                | 1999. február 2. (26 éves)     | 1. FC Nürnberg           | 1 800 000  | 2023.06.30.       |

## Edzők

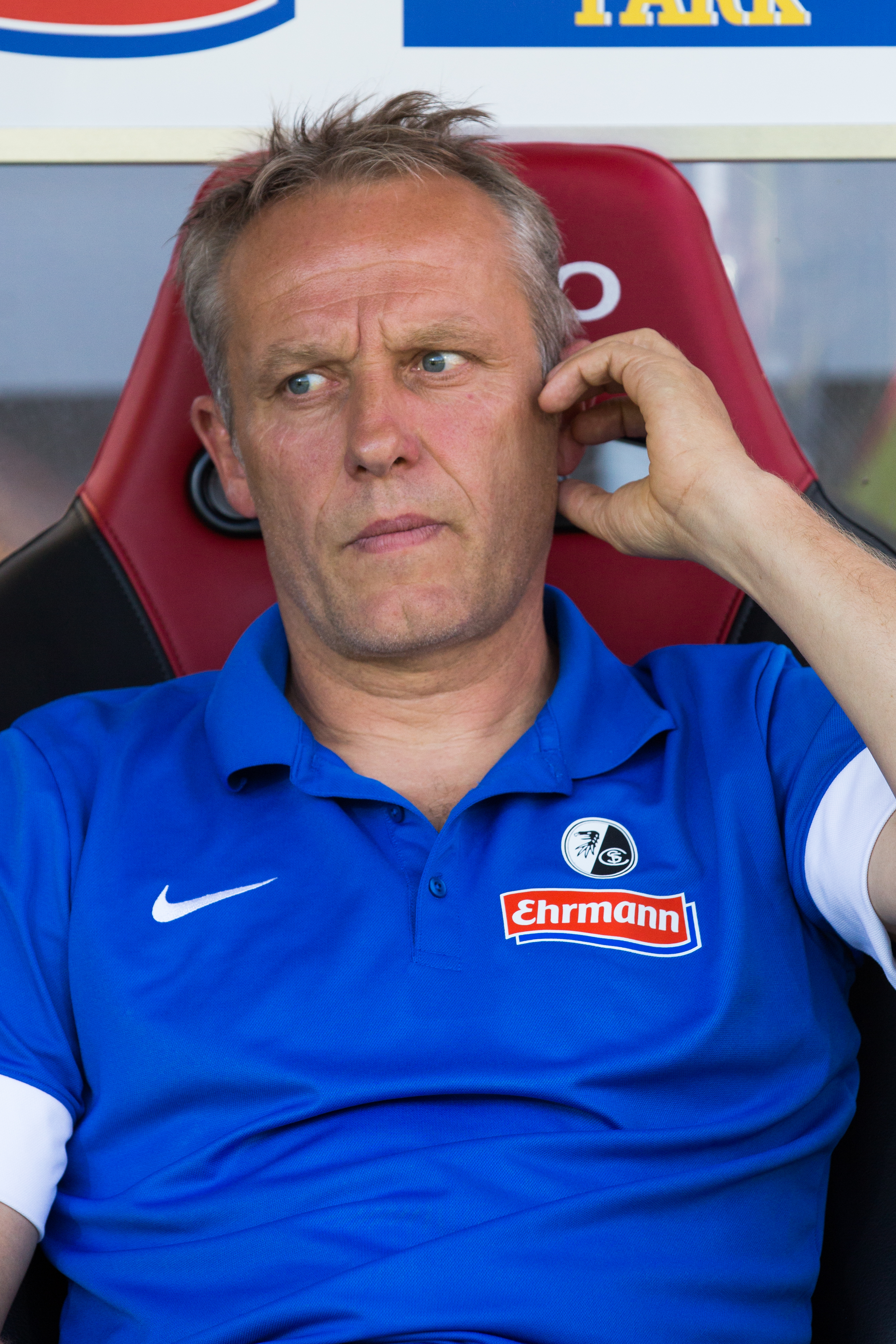
Christian Streich (2013)

Az SC Freiburg edzői 1946-tól sorolva.
| - Andreas Munkert (1946-1949) - Arthur Mattes (1949–1950) - Andreas Munkert (1950–1953) - Willi Hornung (1953–1955) - Kurt Mannschott (1956–1958) - Hans Roggow (1960–1963) - Hans Faber (1963–1964) - Hans Diehl (1964–1969) - Edgar Heilbrunner (1969–1972) - Manfred Brief (1972. 07.–1978. 09.) - Heinz Baas (1978. 09.–1979. 06.) | - Jupp Becker (1979. 07.–1980. 06.) - Norbert Wagner (1980. 07.–1981. 01.) - Horst Zick (1981. 01.–06.) - Lutz Hangartner (1981. 07.–1982. 06.) - Werner Olk (1982. 07.–1983. 06.) - Fritz Fuchs (1983. 07.–1984. 06.) - Antun Rudinszki (1984. 07.–1986. 01.) - Jupp Becker (1986. 01.–03.) - Horst Zick (1986. 03.–06.) - Jörg Berger (1986. 07.–1988. 12.) - Fritz Fuchs (1989. 01.–04.) | - Uwe Ehret (1989. 04.–06.) - Lorenz-Günther Köstner (1989. 07.–08.) - Uwe Ehret (1989. 08.–11.) - Bernd Hoss (1989. 12.–1990. 06.) - Eckhard Krautzun (1990. 07.–1991. 06.) - Volker Finke (1991. 07.–2007. 06.) - Robin Dutt (2007. 07.–2011. 06.) - Marcus Sorg (2011. 07.–12.) - Christian Streich (2011. 12.-) |